# 바바라 커피스티

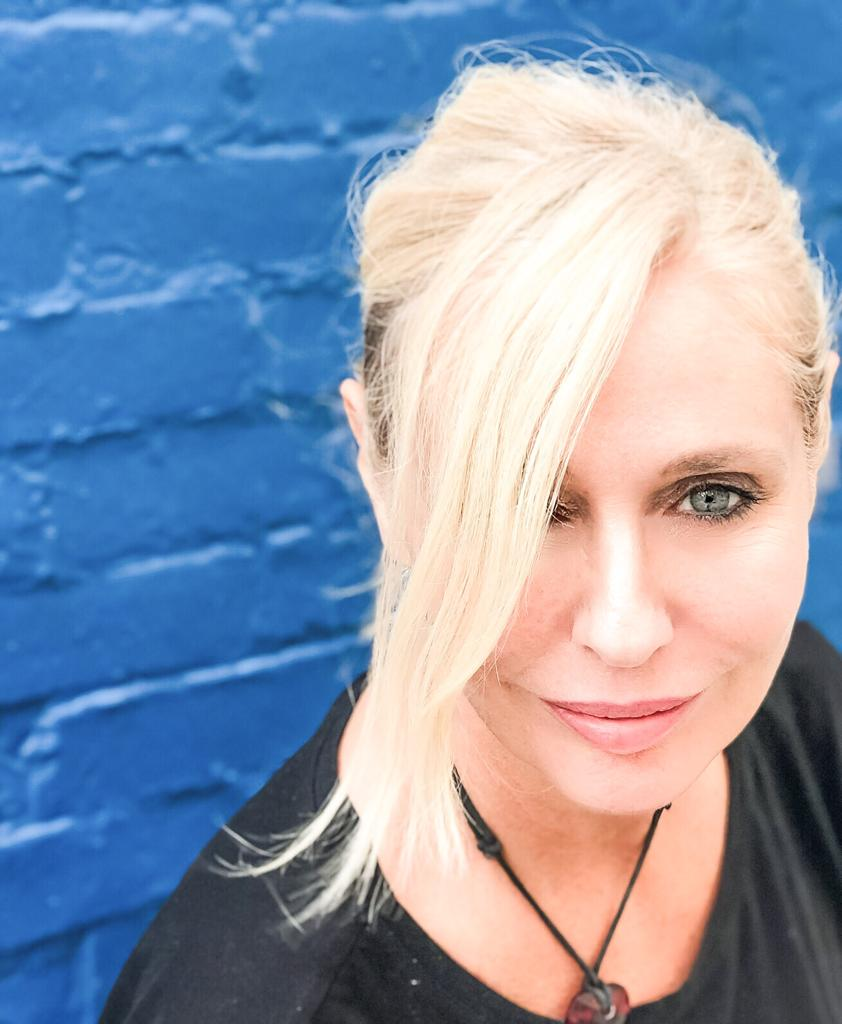

바르바라 쿠피스티(Barbara Cupisti, 1962년 1월 24일 ~ )는 이탈리아의 영화 감독, 배우, 각본가이다.
비아레조에서 태어났다.

## 영화
- 마드리 (2007년)
- 델라모테 델라모레 (1994년) - 마그다 역
- 온리 유 (1994년)
- 데몬스 3 (1989년) - 리사 역
- 지옥의 문 (1989년)
- 오페라 (1987년)
- 아쿠아리스 (1987년) - 앨리시아 역
- 11낮 11밤 (1986년)
- 열쇠 (1983년) - 리사 롤프 역
- 뉴욕 리퍼 (1982년)